# Trosabygdens OK
Trosabygdens Orienteringsklubb - TbOK bedriver orientering, cykelsport (landsvägscykling och mountainbike) och längdskidåkning. Föreningen som bildades 1975 har 2018 över 500 medlemmar och hemvisten är den egna friluftsgården vid Häradsvallens idrottsplats i Vagnhärad. TbOK är en van tävlingsarrangör. Sedan starten 1987 arrangerar TbOK Trosa stadslopp, en löpartävling som går av stapeln helgen efter midsommar varje år i Trosa. Förutom Stadsloppet arrangeras även Trosa Skogslopp, en orienteringstävling med som mest runt 500 tävlande. TbOK arrangerade tillsammans med OK Klemmingen både svenska mästerskapen (SM) i nattorientering (med start och mål vid Trosa Torg) och Medeldistans-SM i orientering 2008.
TbOK har från 2011 även en cykelsektion som kör racer på landsväg och en växande grupp ungdomar som kör MTB. TbOK Cykel arrangerar motionsloppen Trosatrampen på våren och Hedebytrampen på hösten samt en deltävling i Sörmlands MTB-serie.